# Шекснинський район
Шекснинський район (рос. Шекснинский район) — муніципальне утворення у Вологодській області Росії. Адміністративний центр - смт Шексна.

## Географія
Територія 2,53 тис. км² (1,7% території області, 24-е місце серед районів). Район межує з Вологодським районом на сході, з Череповецьким районом на заході, з Кириловським районом на півночі.
Основні річки - Шексна, Угла.

## Історія
Район утворений 12 січня 1965 року.

## Населення
Населення - 33 415 осіб (2017 рік).